# Villa Gregoriana

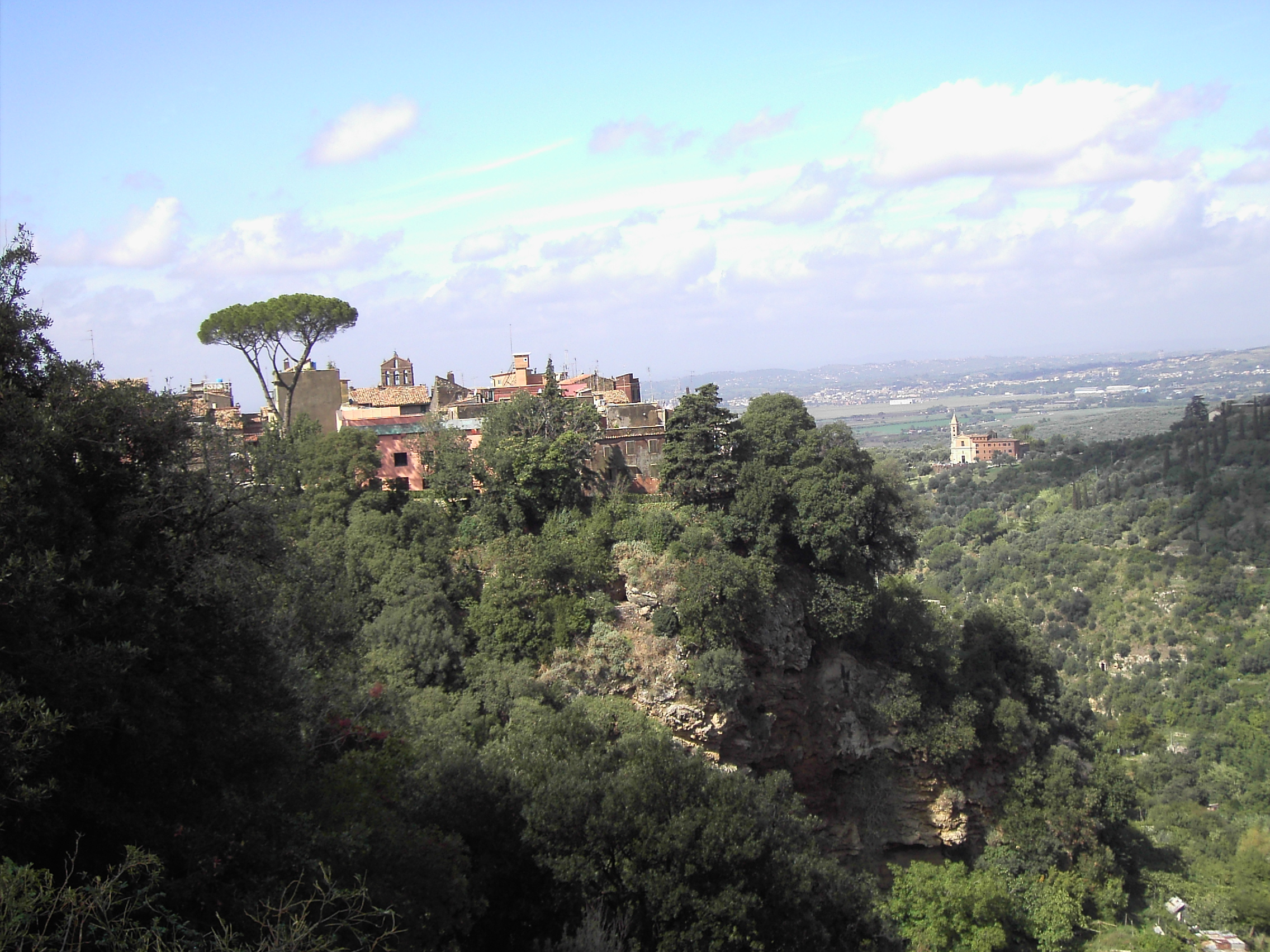
Vista da Villa Gregoriana.

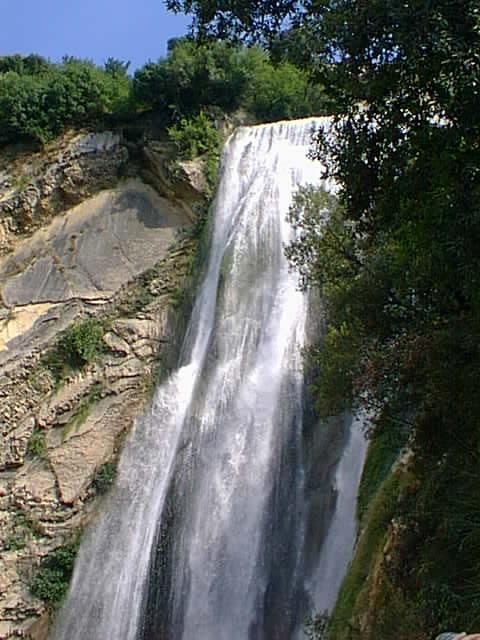
A grande cascata.

A Villa Gregoriana é um parque localizado em Tivoli, Itália. 
O parque, localizado aos pés da antiga acrópole da cidade, foi encomendado pelo Papa Gregório XVI, em 1835, para reconstruir o leito do Rio Aniene, que tinha sido danificado pelas cheias de 1826. Desde tempos antigos, o rio formava uma ampla curva em volta da acrópole, após o que se despenhava de uma saliência rochosa de calcário na planície abaixo. O rio tinha inicialmente quatro quedas de água, que agora estão reduzidas a duas. O local era de importância estratégica, pois dominava as rotas de transumância de Abruzo, ao longo da que mais tarde se chamaria a Via Valeria. No tempo dos Romanos, já existiam aqui engenhos hidráulicos, doze dos quais se conhecem hoje em resultado de descobertas arqueológicas.
No final do século XX, o parque tinha caído em ruínas, mas foi reaberto ao público em 2005, graças a um importante projeto de recuperação paisagística, patrocinado pelo FAI, o Fundo para o Património Italiano.
O parque Villa Gregoriana é constituído por espessas matas, atravessadas por percursos que levam às grutas de Neptuno e das Sereias, que fazem parte de uma série de desfiladeiros e cascata, e à Grande Cascata.
O vale do rio Aniene e a Villa Gregoriana foram candidatados, em 2006, a classificação como Património da Humanidade da UNESCO.